# Zeta (črka)
Zéta ali dzéta (grško starogrško ζήτα; velika črka Ζ, mala črka ζ) je šesta črka grške abecede in ima številčno vrednost 7. Grška črka zeta izvira iz feničanske črke zajin (). Iz grške črke zeta izvira latinična črka Z, pa tudi cirilična črka З.
V moderni grščini se črka Ζ izgovarja kot z.
Izgovorjava črke Ζ v stari grščini je nekoliko nejasna in mnenje znanstvenikov o tem vprašanju je deljeno. Večji del znanstvenikov domneva, da se je Ζ izgovarjal kot zd, nekateri pa trdijo, da se je izgovarjal kot dz. Teorija o izgovorjavi dz je imela v preteklosti več zagovornikov, zato se je uveljavilo tudi poimenovanje dzeta.

## Pomeni
- v astronomiji je ζ oznaka za šesto zvezdo v ozvezdju
- ζ v matematiki je znak za Riemannovo funkcijo zeta

### Unicode
|                | Velika črka Ζ          | mala črka ζ          |
| -------------- | ---------------------- | -------------------- |
| Unicode UTF-16 | U+0396                 | U+03B6               |
| Ime Unicode    | Velika grška črka zeta | Mala grška črka zeta |
| Koda HTML      | &#918;                 | &#950;               |
| Enota HTML     | &Zeta;                 | &zeta;               |